# Progress M1-10
Progress M1-10 (ryska: Прогресс М1-10) eller som NASA kallar den, Progress 11 eller 11P, var en rysk obemannad rymdfarkost som levererade förnödenheter, syre, vatten och bränsle till rymdstationen ISS. Den sköts upp med en Sojuz-U-raket från Kosmodromen i Bajkonur den 8 juni 2003 och dockade med ISS den 11 juni. 
Den lämnade stationen den 4 september 2003 och brann upp i jordens atmosfär den 3 oktober 2003.

### Fotnoter
1. ↑  ”NASA Space Science Data Coordinated Archive” (på engelska). NASA. https://nssdc.gsfc.nasa.gov/nmc/spacecraft/display.action?id=2003-025A. Läst 1 mars 2020.
2. ↑  Manned Astronautics - Figures & Facts Arkiverad 14 oktober 2007 hämtat från the Wayback Machine., läst 15 juli 2016.